# Championnat de Zambie de football 2014
Navigation
Saison précédente Saison suivante
La saison 2014 du Championnat de Zambie de football est la cinquante-troisième édition de la première division en Zambie. Les seize meilleures équipes du pays sont regroupées au sein d'une poule unique où elles s'affrontent deux fois, à domicile et à l'extérieur. En fin de saison, les quatre derniers du classement sont relégués et remplacés par les deux premiers de chacune des deux groupes géographiques de Zambian Second Division, la deuxième division zambienne.
C'est le club de ZESCO United FC qui remporte le championnat cette saison après avoir terminé en tête du classement, avec deux points sur Power Dynamos FC et Zanaco FC. C'est le quatrième titre de champion de Zambie de l'histoire du club, qui réalise même le doublé en s’imposant en finale de la Coupe de Zambie face à Nkana FC.

## Les clubs participants
| - Konkola Blades FC - Power Dynamos FC - Nchanga Rangers FC - Roan United FC - Green Buffaloes FC - Green Eagles FC - Promu de Second Division - Nkana FC - Konkola Mine Police | - Red Arrows FC - Zanaco FC - ZESCO United FC - National Assembly FC - Promu de Second Division - NAPSA Stars Lusaka - Nakambala Leopards FC - Promu de Second Division - Kabwe Warriors FC - Indeli Ndola FC - Promu de Second Division |

## Compétition
Le barème de points servant à établir le classement se décompose ainsi :
- Victoire : 3 points
- Match nul : 1 point
- Défaite : 0 point

### Classement
| Rang | Équipe                 | Pts | J  | G  | N  | P  | Bp | Bc | Diff |
| ---- | ---------------------- | --- | -- | -- | -- | -- | -- | -- | ---- |
| 1    | ZESCO United FCC       | 59  | 30 | 17 | 8  | 5  | 44 | 25 | +19  |
| 2    | Power Dynamos FC       | 57  | 30 | 15 | 12 | 3  | 55 | 23 | +32  |
| 3    | Zanaco FC              | 57  | 30 | 16 | 9  | 5  | 54 | 28 | +26  |
| 4    | Nkana FCT              | 52  | 30 | 15 | 7  | 8  | 50 | 29 | +21  |
| 5    | NAPSA Stars Lusaka     | 47  | 30 | 12 | 11 | 7  | 29 | 21 | +8   |
| 6    | Nchanga Rangers FC     | 42  | 30 | 11 | 9  | 10 | 33 | 32 | +1   |
| 7    | Green Eagles FCP       | 38  | 30 | 9  | 11 | 10 | 27 | 25 | +2   |
| 8    | Red Arrows FC          | 38  | 30 | 10 | 8  | 12 | 31 | 31 | 0    |
| 9    | National Assembly FCP  | 37  | 30 | 9  | 10 | 11 | 33 | 43 | -10  |
| 10   | Green Buffaloes FC     | 36  | 30 | 8  | 12 | 10 | 38 | 38 | 0    |
| 11   | Nakambala Leopards FCP | 36  | 30 | 9  | 9  | 12 | 21 | 33 | -12  |
| 12   | Konkola Blades FC      | 36  | 30 | 11 | 3  | 16 | 20 | 33 | -13  |
| 13   | Kabwe Warriors FC      | 34  | 30 | 8  | 10 | 12 | 24 | 41 | -17  |
| 14   | Konkoni Mine Police FC | 29  | 30 | 6  | 11 | 13 | 27 | 44 | -17  |
| 15   | Indeni Ndola FCP       | 27  | 30 | 6  | 9  | 15 | 26 | 45 | -19  |
| 16   | Roan United FC         | 21  | 30 | 4  | 9  | 17 | 21 | 42 | -21  |

|  | Qualification pour la Ligue des champions de la CAF 2015                             |
|  | Qualification pour la Coupe de la confédération 2015                                 |
|  | Relégation directe en Division One                                                   |
|  | T : Tenant du titre C : Vainqueur de la Coupe de Zambie P : Promu de Second Division |

## Bilan de la saison
| Championnat de Zambie de football 2014 |                            |
| Champion                               | ZESCO United FC (4e titre) |
| Coupes et trophées                     |                            |
| Vainqueur de la Coupe de Zambie 2014   | ZESCO United FC            |
| Qualifications continentales           |                            |
| Ligue des champions de la CAF 2015     | ZESCO United FC            |
| Coupe de la confédération 2015         | Power Dynamos FC           |
| Promotions et relégations              |                            |
| Promus en Premier League               | Nkwazi FC                  |
| Promus en Premier League               | Lusaka Dynamos FC          |
| Promus en Premier League               | Forest Rangers FC          |
| Promus en Premier League               | Mufulira Wanderers FC      |
| Relégués en Division One               | Kabwe Warriors FC          |
| Relégués en Division One               | Konkola Mine Police FC     |
| Relégués en Division One               | Indeni Ndola FC            |
| Relégués en Division One               | Roan United FC             |